# Cappella dei Magi
La cappella dei Magi è un famoso ciclo di affreschi ospitato all'interno di palazzo Medici Riccardi a Firenze.

## Storia

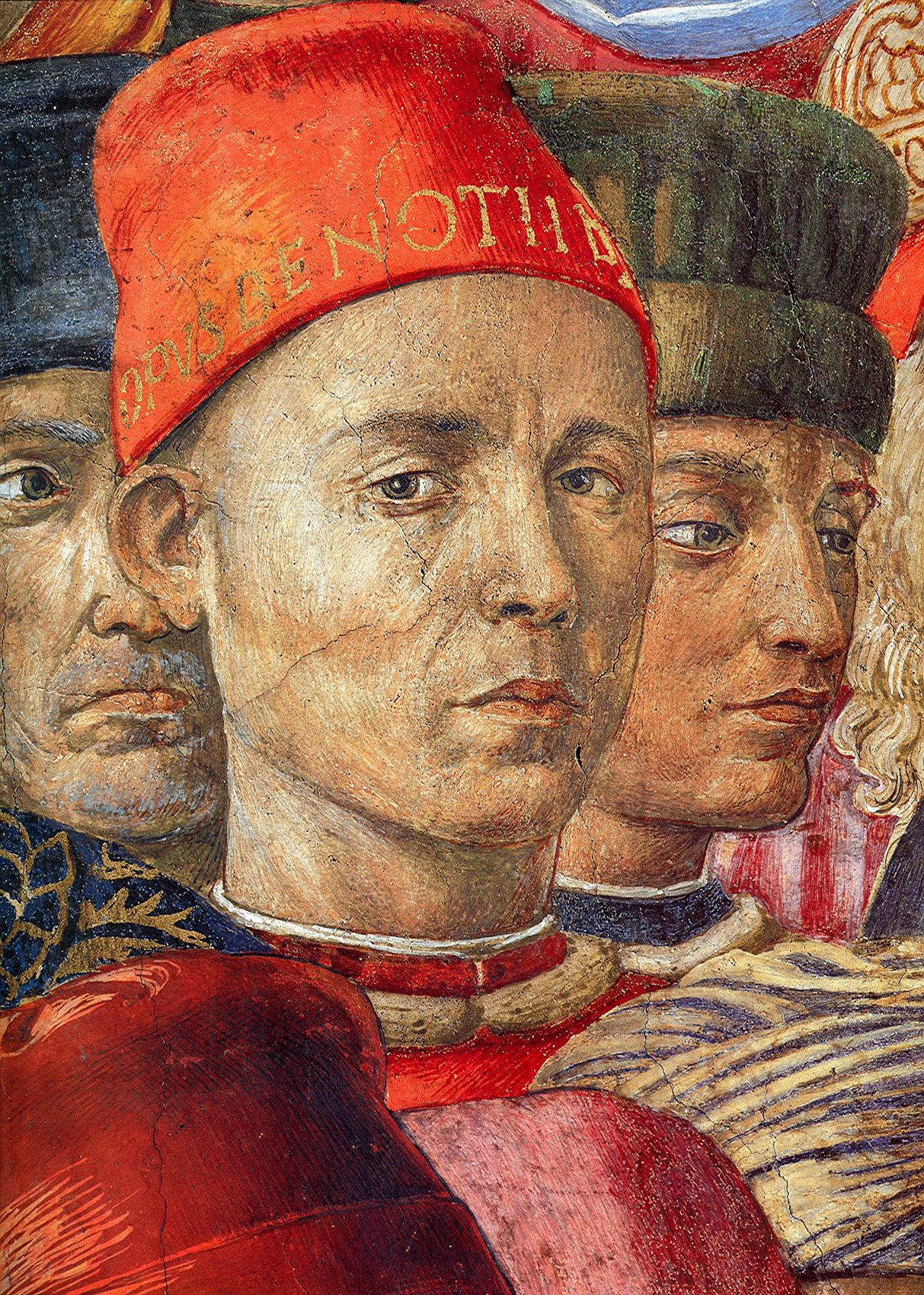
Autoritratto di Benozzo Gozzoli

Situato al piano nobile del palazzo, fu una delle prime decorazioni eseguite dopo il completamento dell'edificio da parte di Michelozzo, e rappresenta il capolavoro del fiorentino Benozzo Gozzoli, allievo di Beato Angelico.  Questo piccolo spazio era la cappella privata di famiglia e fu realizzata nel 1459, a forma originariamente quadrangolare (oggi un angolo è scantonato per via dei lavori seicenteschi allo scalone), con una piccola abside sempre a pianta quadrata, senza finestre.
Nelle tre pareti maggiori è raffigurata la Cavalcata dei Magi, che fa da pretesto per rappresentare un preciso soggetto politico che diede lustro alla casata dei Medici, cioè il corteo con papa Pio II Piccolomini, e numerose personalità, che arrivò a Firenze nell'aprile del 1458, diretto a Mantova. In tale città il pontefice aveva chiamato principi e autorità ecclesiastiche a partecipare ad un incontro per progettare una crociata in difesa della cristianità contro l'avanzata turca in Europa. Pio II fu preceduto da vari principi italiani che sostarono a Firenze per unirsi al seguito papale: fra gli altri, anche Galeazzo Maria Sforza, il figlio quindicenne di Francesco duca di Milano, e Sigismondo Malatesta, signore di Rimini, alleati dei Medici, che appaiono ritratti all'interno della scena (Acidini, 1993).

## Descrizione e stile

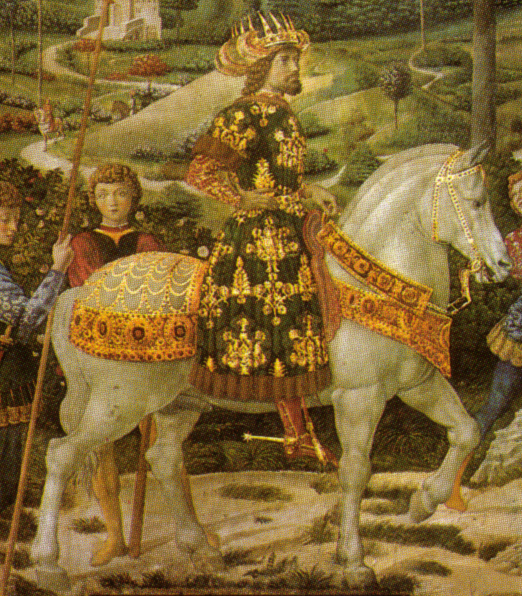
Presunto ritratto di Giovanni VIII Paleologo

Gli affreschi si dispiegano scenograficamente attorno allo spettatore e si ha l'impressione di ammirare il corteo senza interruzioni, dall'interno di una curva del suo percorso. L'opulenza e l'esotismo dei dignitari bizantini sono qui ben rappresentati e ci possono dare una misura dell'impatto sorprendente che ebbe sulla popolazione fiorentina, compresi i numerosi artisti attivi in quel periodo a Firenze. Il paesaggio di ambientazione del corteo è descritto realisticamente, con dettagli di piante e animali ben riconoscibili, costituendo una documentazione della botanica  e della zoologia dell'epoca.

### Parete est
In un paesaggio di gusto quasi tardogotico, ricco di dettagli cortesi come castelli, scene di caccia e piante fantastiche, ispirato probabilmente ad arazzi fiamminghi, i ritratti della famiglia Medici sono posti in primo piano nella parete a destra dell'altare, personificati nelle figure a cavallo: un giovane, forse un ritratto idealizzato di Lorenzo il Magnifico in pompa magna, precede il corteo su un cavallo bianco, lo seguono suo padre Piero il Gottoso ed il nonno e capofamiglia Cosimo de' Medici, entrambi a cavallo di una mula.
Seguono due dignitari italiani, Sigismondo Malatesta e Galeazzo Maria Sforza, signori rispettivamente di Rimini e di Milano, che furono in quegli anni ospitati dai Medici, e sono qui rappresentati per celebrare i successi politici della casata. In un certo senso le casate dei Malatesta e degli Sforza si erano recentemente imparentate con i Paleologi di Bisanzio, per questo essi sembrano fare da "garanti" al corteo che si svolge dietro di essi, come se fossero dei protettori alleati ai Medici.
Dietro di loro si dispiega un corteo di filosofi platonici italiani e bizantini, tra i quali gli umanisti Marsilio Ficino e i fratelli Pulci e lo stesso pittore Benozzo, riconoscibile perché guarda verso lo spettatore (secondo le istruzioni di Leon Battista Alberti) e per la chiara iscrizione sul tessuto del cappello rosso: Opus Benotii d.. Nella stessa fila, secondo la studiosa Silvia Ronchey, si troverebbe, girato di tre quarti, il vero ritratto di Lorenzo de' Medici adolescente.
In terza fila si riconosce una fila di dignitari bizantini (dalla lunga barba) dove forse potrebbero essere stati raffigurati Giorgio Gemisto Pletone, Giovanni Argiropulo, Isidoro di Kiev, Teodoro Gaza e Niccolò Perotti.
Nella fila successiva si scorge un personaggio con un berretto rosso e un ricco fregio dorato: quasi certamente si tratta di Enea Silvio Piccolomini, papa Pio II.
Il realismo dei volti è notevole ed è tipico dell'arte rinascimentale.

### Parete sud

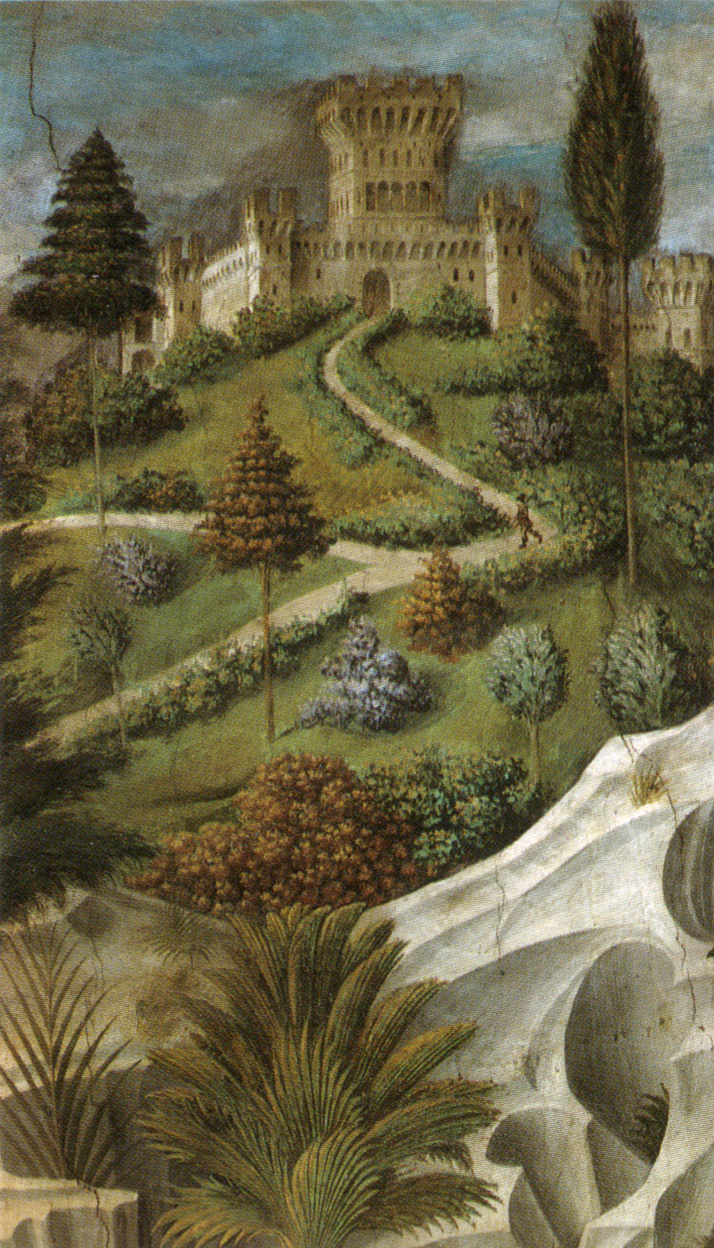
Dettaglio del paesaggio

Nella parete successiva, il personaggio barbuto su un cavallo bianco è l'imperatore Giovanni VIII Paleologo di Bisanzio; accanto a lui le tre ragazze a cavallo sarebbero le tre figlie di Piero il Gottoso, sorelle di Lorenzo e Giuliano: da sinistra Nannina, Bianca e Maria.

### Parete ovest
Infine nella parete di sinistra si riconosce la figura di un anziano su una mula, ritratto di Giuseppe, patriarca di Costantinopoli, anticipato dal fratello minore di Lorenzo, Giuliano de' Medici con un leopardo maculato sul cavallo. Nella stessa scena sono raffigurati Sigismondo Pandolfo Malatesta, Galeazzo Maria Sforza, Ciriaco d'Ancona e una serie di dignitari bizantini fra esotiche fiere come linci e falconi.

### Scarsella
Nella scarsella sono stati affrescati due cori di angeli, nello stile del Beato Angelico, che coronano la pala d'altare, una copia di fine del Quattrocento dell'originale Adorazione del Bambino di Filippo Lippi, oggi conservata a Berlino.

## Altri decori
Ai vivi colori ed alla ricchezza dei preziosi dettagli dipinti, fanno da cornice i marmi colorati del pavimento, il soffitto dorato e gli stalli lignei intagliati ed intarsiati magistralmente su disegno di Giuliano da Sangallo. L'effetto che ne deriva è di sapiente e minuziosa continuità decorativa, non intaccata nemmeno dai rimaneggiamenti successivi, come la ridipintura degli affreschi perduti nel taglio angolare della cappella, dove oggi è situato l'ingresso, operato nel Seicento per fare spazio al nuovo scalone. Il pavimento della cappella è modulato da particolari figure e proporzioni geometriche.

## Galleria d'immagini

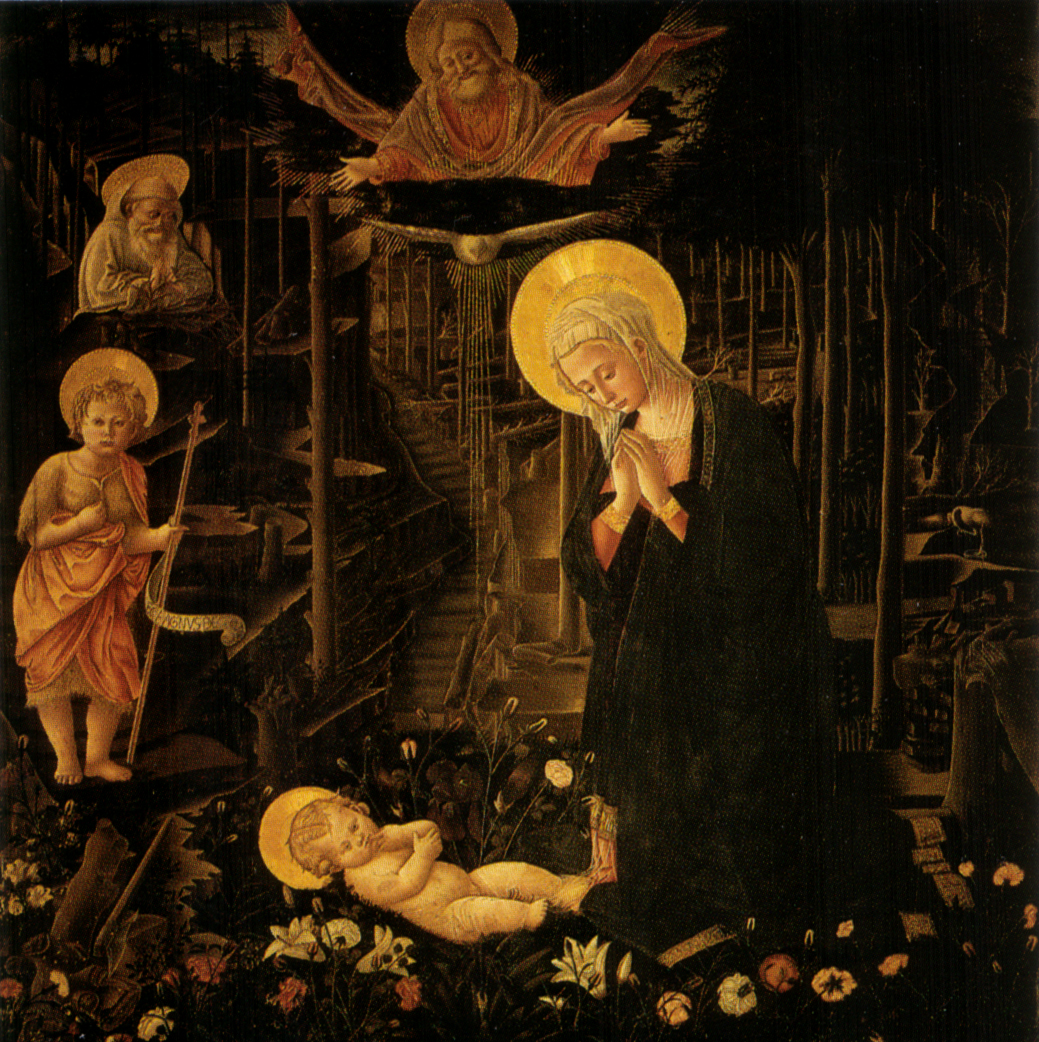
Pseudo Pier Francesco Fiorentino, copia della Natività di Filippo Lippi
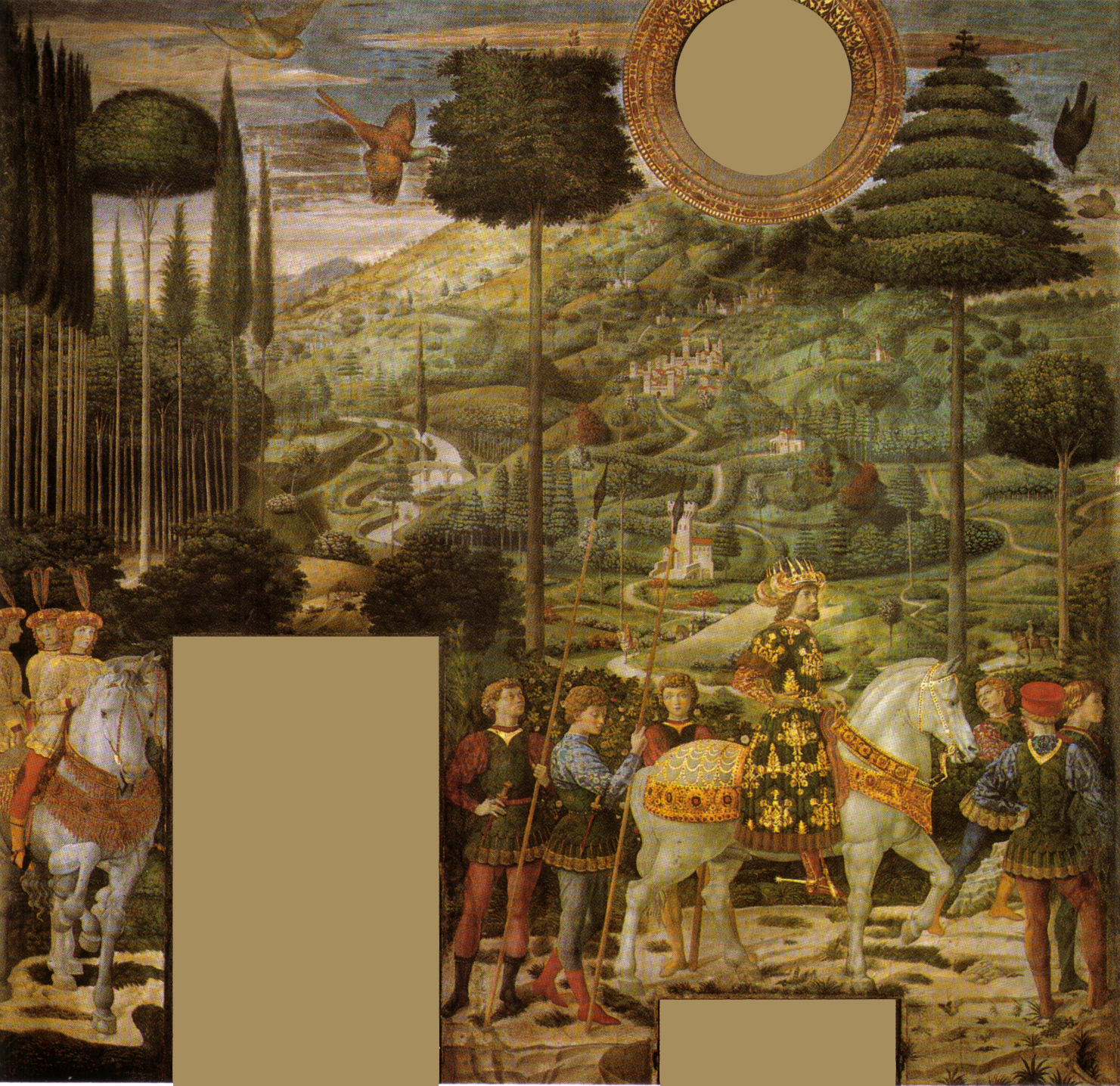
Parete sud, Giovanni VIII Paleologo
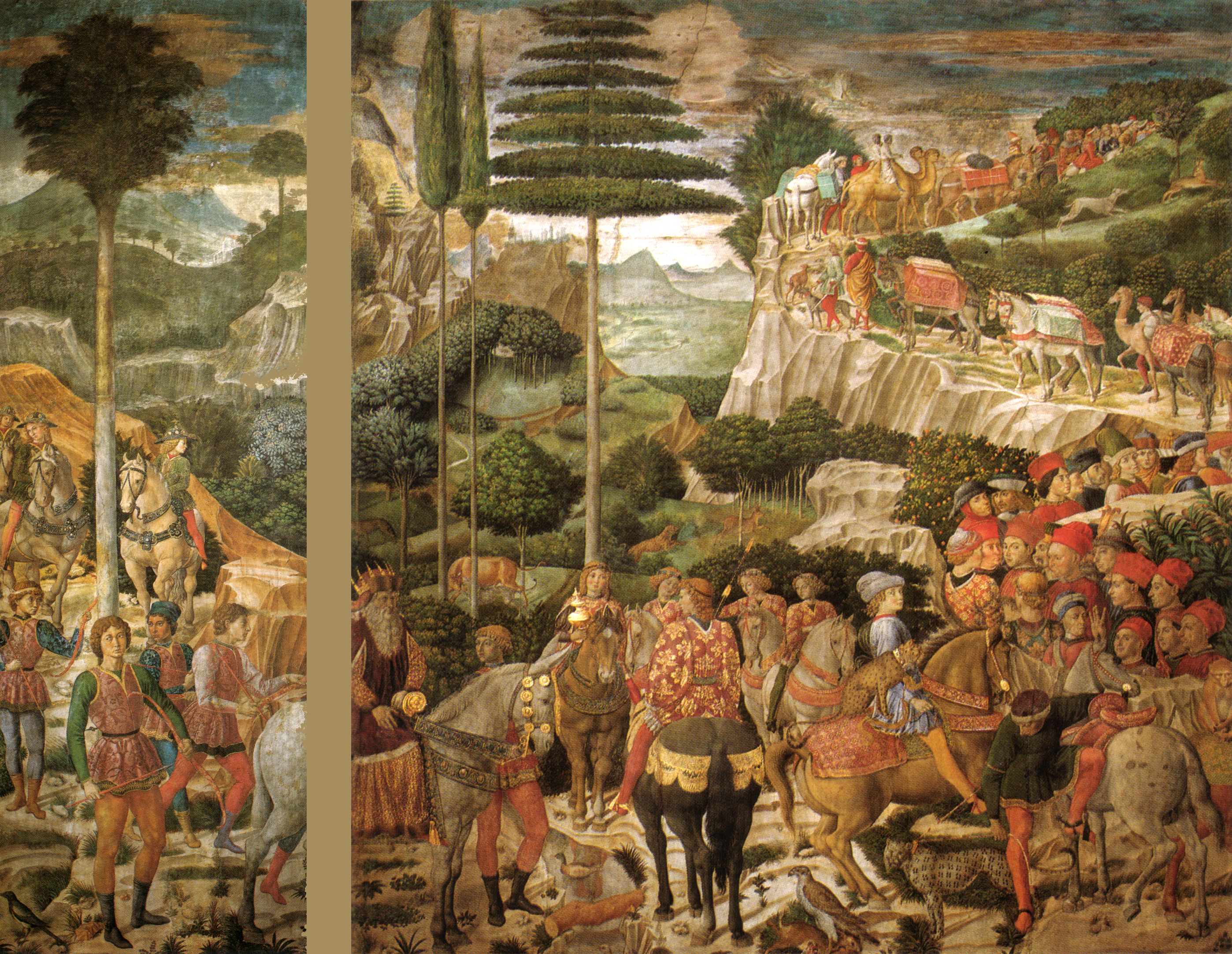
Parete ovest (ricostruzione)
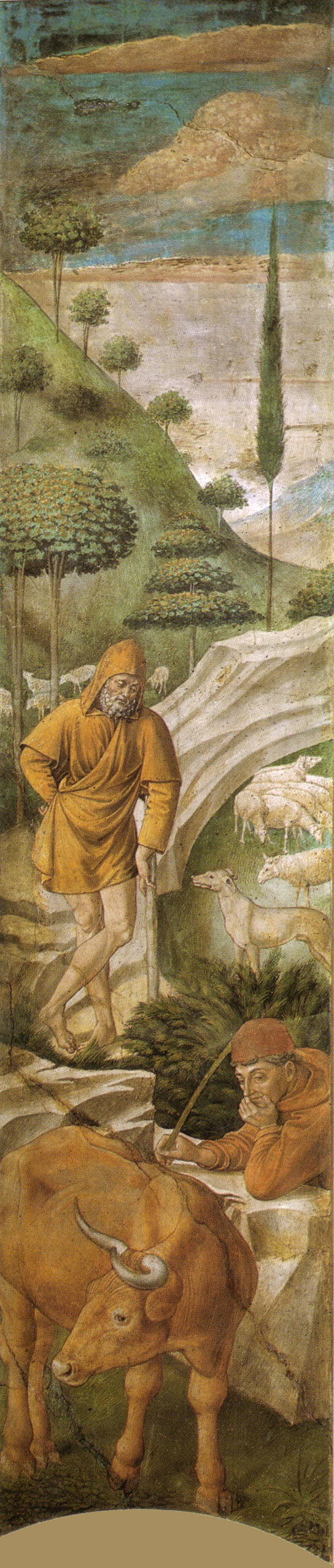
Pastori (sinistra)
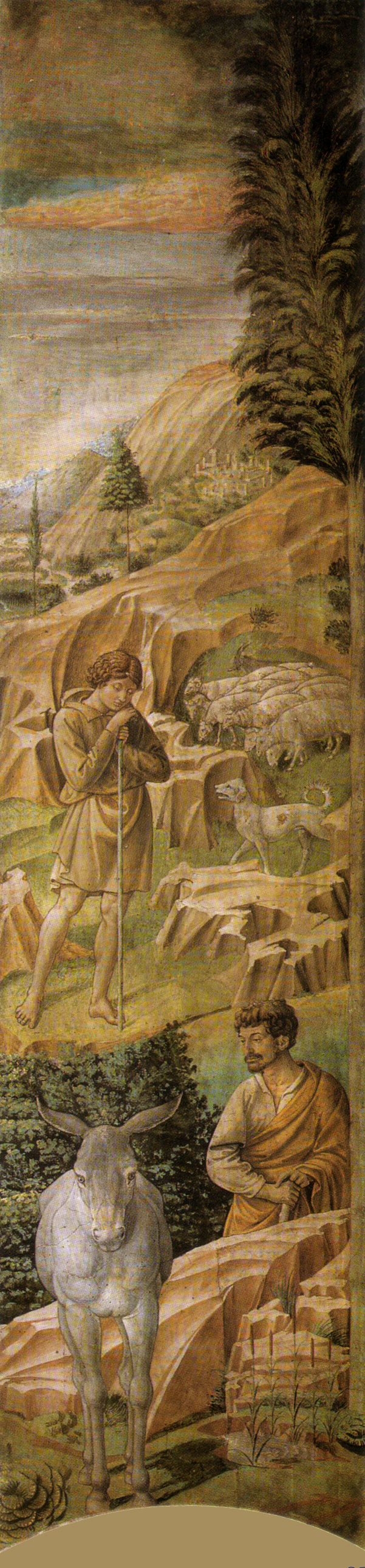
Pastori (destra)
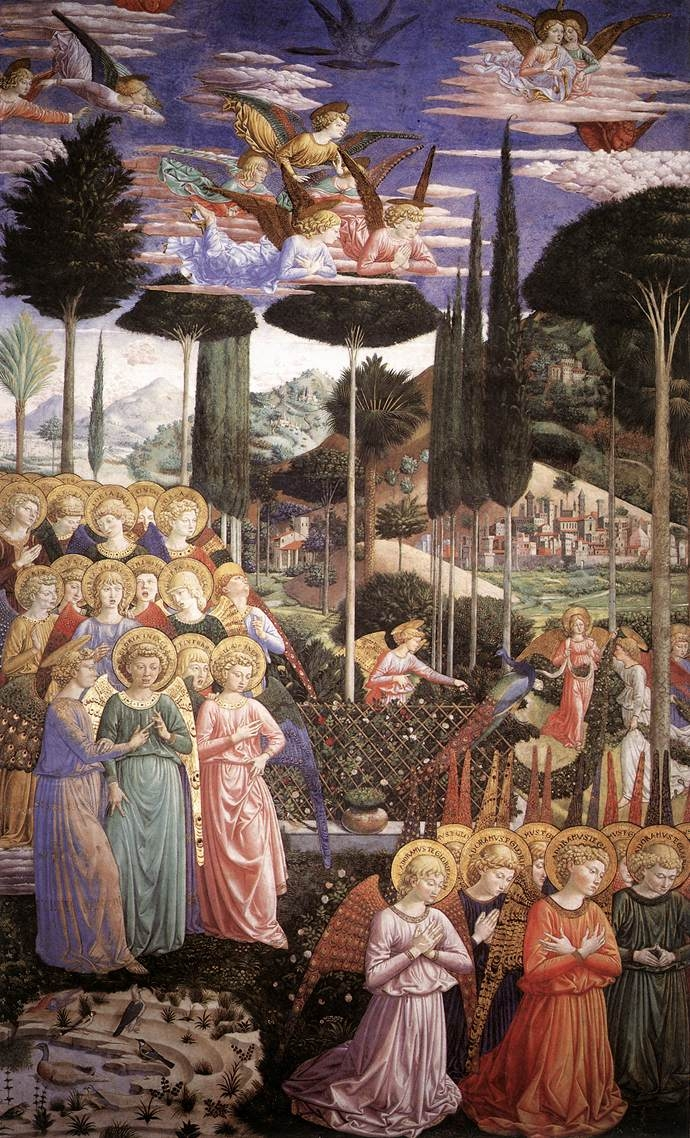
Abside, Angeli in adorazione (sinistra)
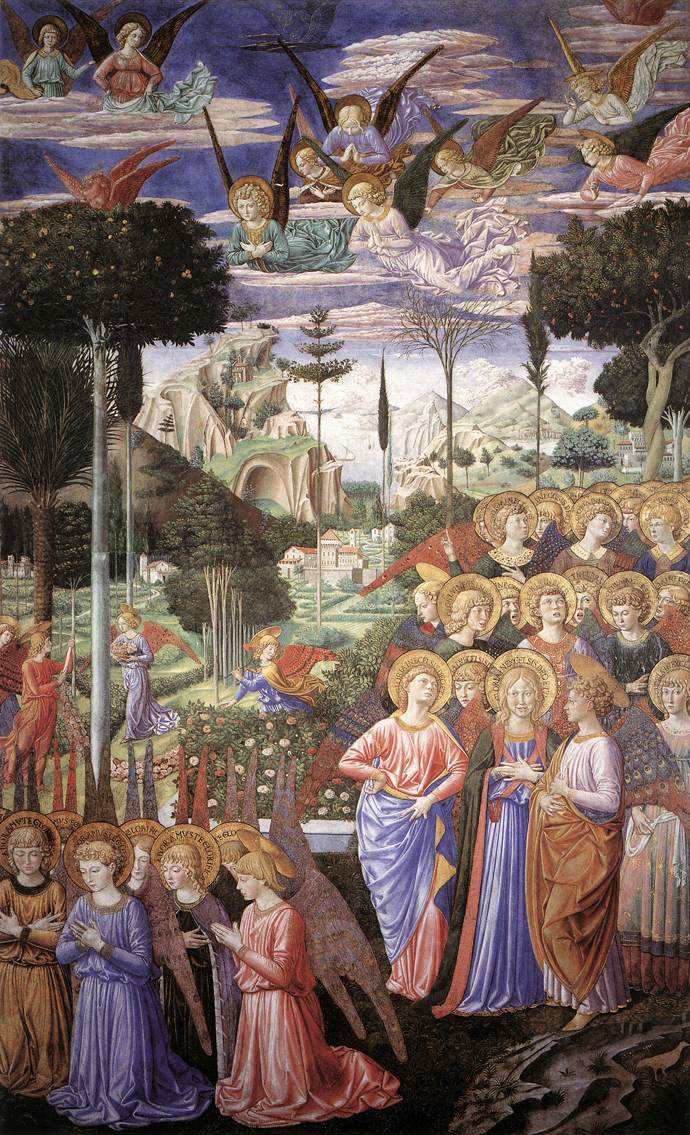
Abside, Angeli in adorazione (destra)
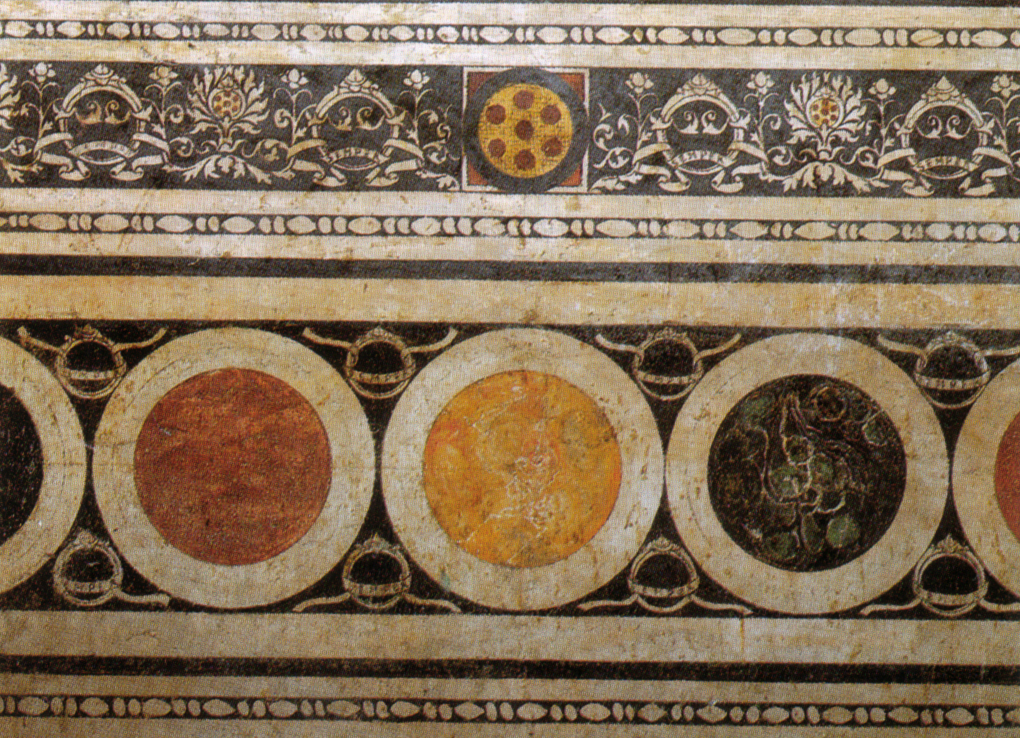
Decorazione marmorea con motto Semper
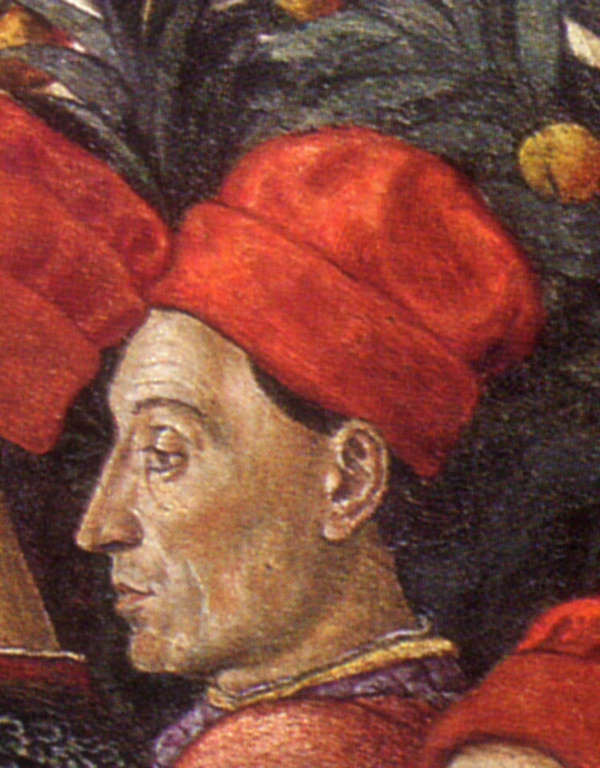
Ritratto di Ciriaco d'Ancona, umanista e padre dell'Archeologia
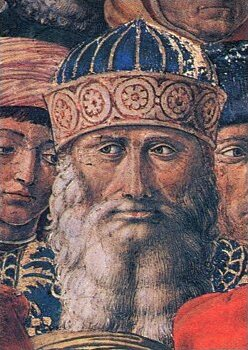
Giorgio Gemisto Pletone, umanista